# Лязгина, Тамара Макаровна
Тамара Макаровна Лязгина (23 мая 1939, д. Лоскутово — 5 октября 2024) — советская балерина, акробатка, артистка цирка, режиссёр, киноактриса, художница, писательница.

## Биография
Родилась в многодетной семье.
В школьные годы занималась балетом, гимнастикой, акробатикой. В 13 лет её взяли в летнюю гастрольную труппу цирка-шапито, где она исполняла номера «каучук», работала на трапеции, в иллюзионном аттракционе. После гастролей, вернувшись в Томск, участвовала в концертах как артистка Томской филармонии.
Работала с балетмейстерами К. Голейзовским, Г. Майоровым. Ее номера отличались сочетанием балетной техники с акробатической пластикой и силовыми элементами — стойками.
В 1972 году вместе с Н. Фатеевым восстанавливает номер «Акробатическое адажио», заменив уехавшую за рубеж 3. Евтихову. Восстановленный номер, насыщенный сложными трюками, в течение восьми лет исполнялся с Фатеевым на лучших столичных площадках и за рубежом. В 1980 году дуэт распался, Лязгина продолжила работать с сольными номерами, подготовила танцевально-акробатические дуэты с артистом балета А. Балаенковым.
Окончила режиссёрский факультет ГИТИС (1976). В 1982 году был снят фильм «Акробатка Тамара Лязгина». Снималась в художественных фильмах «Агония», «В одно прекрасное детство», «Карнавал» и других. Лауреат международных конкурсов артистов эстрады.
Известна как художник-пейзажист и портретист. В феврале 2001 года в Москве состоялась выставка её картин.
В литературном альманахе «Третье дыхание» (Москва) опубликованы её повесть «Актриса» (2001), роман «За окном — тишина» (2001), цикл рассказов «Короткие новеллы» и др. Отрывки из дневника «В родных местах» вышли в журнале «Сибирские Афины» (Томск, 2003, № 1).
Скончалась 5 октября 2024 года от тяжёлой болезни в возрасте 85 лет. Урна с прахом захоронена на Донском кладбище рядом с родственниками мужа — профессора Юрия Брянского (род.1934) .

## Награды и номинации
Одержала победу на Первом Всероссийском конкурсе артистов эстрады (1960).
Заслуженная артистка РСФСР (26.10.1978).

## Фильмография
| Год  |   | Название                  | Роль      |  |
| ---- | - | ------------------------- | --------- |  |
| 1989 | ф | Отче наш                  | Акробатка |  |
| 1982 | ф | Акробатка Тамара Лязгина  | Камео     |  |
| 1979 | ф | В одно прекрасное детство | Камео     |  |
| 1975 | ф | Агония                    | Змея      |  |
| 1972 | ф | Карнавал                  | Каучук    |  |